# Paralleucosma glycyphanoides
Paralleucosma glycyphanoides är en skalbaggsart som beskrevs av Moser 1908. Paralleucosma glycyphanoides ingår i släktet Paralleucosma och familjen Cetoniidae. Utöver nominatformen finns också underarten P. g. dives.